# Saal an der Saale
Saal an der Saale, Saal a.d.Saale – gmina targowa w Niemczech, w kraju związkowym Bawaria, w rejencji Dolna Frankonia, w regionie Main-Rhön, w powiecie Rhön-Grabfeld, siedziba wspólnoty administracyjnej Saal an der Saale. Leży w Grabfeldzie, około 10 km na wschód od Bad Neustadt an der Saale, nad rzeką Soława Frankońska, przy drodze B279 i linii kolejowej Bad Neustadt an der Saale – Bad Königshofen im Grabfeld.

## Dzielnice
W skład gminy wchodzą dwie dzielnice: Saal an der Saale i Waltershausen.

## Demografia
| Rok  | Liczba mieszk. |
| ---- | -------------- |
| 1970 | 1789           |
| 1987 | 1588           |
| 2000 | 1571           |
| 2005 | 1585           |

## Polityka
Wójtem od 2002 jest Georg Böhm, jego poprzednikiem był Jürgen Stengel. Rada gminy składa się z 12 członków:
|      | Wolny Związek Wyborczy | Niezrzeszony Związek Wyborczy Waltershausen | Razem     |
| 2002 | 8                      | 4                                           | 12 miejsc |